# Miscogaster glabricula
Miscogaster glabricula är en stekelart som beskrevs av Graham 1979. Miscogaster glabricula ingår i släktet Miscogaster och familjen puppglanssteklar.
Artens utbredningsområde är Madeira. Inga underarter finns listade i Catalogue of Life.